# Neuhaus & Pauer
Neuhaus & Pauer war ein Hersteller von Automobilen aus Österreich-Ungarn.

## Unternehmensgeschichte
Das Unternehmen war an der Schleifmühlgasse 1 a im 4. Bezirk von Wien ansässig. 1900 begann die Produktion von Automobilen. Auf der Ersten Internationalen Automobilausstellung, die der Österreichische Automobil-Club vom 31. Mai bis zum 10. Juni 1900 im Wiener Prater veranstaltete, wurde ein Fahrzeug ausgestellt. Der Markenname lautete Neuhaus & Pauer. Im gleichen Jahr endete die Produktion.

## Fahrzeuge
Bei den Fahrzeugen handelte es sich um Elektrofahrzeuge. Besonderheit war, dass der Erregerstrom für die Magnete von einer separaten Batterie geliefert wurde.